# دان ميلر (عازف قيثارة)
دان ميلر (بالإنجليزية: Dan Miller)‏ هو عازف قيثارة أمريكي، ولد في 3 أكتوبر 1967 في روتشستر في الولايات المتحدة.

## وصلات خارجية
- دان ميلر على موقع ميوزك برينز (الإنجليزية)
- دان ميلر على موقع ميوزك برينز (الإنجليزية)